# Urge (filme)
Urge (Impulso), é um filme suspense de 2016 feito nos Estados Unidos, dirigido por Aaron Kaufman e escrito por Jerry Stahl, estrelado por Justin Chatwin, Ashley Greene, Alexis Knapp, Bar Paly, Chris Geere, Nick Thune, Kea Ho, Danny Masterson e Pierce Brosnan. O filme foi lançado limitadamente em 3 de junho de 2016 em forma de vídeo sob demanda pela Lionsgate Premiere.

## Sinopse
Um grupo de amigo decide tirar férias de suas vidas cotidianas, juntos, planejam passar um final de semana em uma boate, preocupados apenas em se divertir. Lá, eles conhecem o dono do local (Pierce Brosnan), que oferece a eles uma nova e potente droga. Mais tarde, eles descobrem que a substância os faz perder a capacidade de controlar seus impulsos. Influenciados pelo efeito das substâncias psicotrópicas ingerida, começam a se divertir, até que o paraíso deles se torna um verdadeiro inferno quando mortes começam a acontecer.

## Filmagem
A filmagem principal começou em 6 de outubro de 2014 e terminou em 14 de novembro do mesmo ano.

## Elenco
- Pierce Brosnan, como The Man
- Ashley Greene, como Theresa
- Justin Chatwin, como Jason Brettner
- Alexis Knapp, como Joey
- Danny Masterson, como Neal
- Kea Ho, como Xiomara
- Bar Paly, como Denise
- Chris Geere, como Vick
- Nick Thune, como Danny
- James DeBello, como apostador
- Jeff Fahey, como Gerald

## Produção
Em 29 de setembro de 2014, Pierce Brosnan juntou-se ao elenco. Em 2 de outubro de 2014, Ashley Greene juntou-se ao elenco. Em 7 de outubro de 2014, Danny Masterson juntou-se ao elenco Em 14 de outubro de 2014, Alexis Knapp, Bar Paly, Chris Geere e Nick Thune, juntaram-se ao elenco. Em 24 de outubro de 2014, Justin Chatwin juntou-se ao elenco.